# Monika Smolková
Monika Smolková (ur. 6 października 1956 w Janovìku) – słowacka ekonomistka i samorządowiec, posłanka do Parlamentu Europejskiego VII i VIII kadencji.

## Życiorys
Po ukończeniu średniej szkoły ekonomicznej w Preszowie kształciła się na Wydziale Pedagogicznym Uniwersytetu Pavla Jozefa Šafárika (oddział w Preszowie) oraz na studiach podyplomowych na Wydziale Ekonomii Uniwersytetu Technicznego w Koszycach.
Od połowy lat 70. pracowała jako referentka w urzędach w Koszycach, a od 1983 do 1993 wychowawczyni w lokalnej szkole średniej. Była również ekonomistką firmy MULTI AV FORM (1993–2002) oraz współwłaścicielką i dyrektorką spółki CK MULTI TOUR. W 1999 wstąpiła do partii Kierunek – Socjalna Demokracja. W latach 2002–2006 sprawowała funkcję wiceburmistrza dzielnicy Koszyc – Dargovských hrdinov, a od 2006 jej burmistrza. W 2005 uzyskała mandat radnej do Sejmiku Kraju Koszyckiego z listy Smer, a rok później do Rady Narodowej.
W 2009 została wybrana do Parlamentu Europejskiego, gdzie zasiadła w Komisji Rozwoju Regionalnego. W wyborach w 2014 nie uzyskała reelekcji, utrzymała jednak mandat eurodeputowanej, gdy Maroš Šefčovič jeszcze przed rozpoczęciem kadencji zrezygnował z jego objęcia.